# 콘스탄티노스 트리안타필로풀로스
콘스탄티노스 "코스타스" 트리안타필로풀로스(그리스어: Κωνσταντίνος "Κώστας" Τριανταφυλόπουλος, 1993년 4월 3일, 코린토스 ~)는 그리스의 축구 선수로, 현재 엑스트라클라사의 포곤 슈체친에서 활약하고 있다. 그는 센터백으로, 파나티나이코스 유소년팀 출신이다.

## 클럽 경력
2012년 9월 30일, 아스테라스 트리폴리스와의 수페르리가 경기에서, 그는 파나티나이코스 1군 데뷔전을 치렀다.파나티나이코스 선수로의 첫 시즌에, 트리안타필로풀로스는 중앙 수비 선발에 들 수 있었다. 시즌 종료 후, 트리안타필로풀로스는 3년 연장 계약서에 서명하였다.

## 경력 통계
2015년 2월 6일
| 클럽           | 시즌      | 리그 | 리그 | 컵   | 컵 | 유럽* | 유럽* | 기타 | 기타 | 합계 | 합계 |
| 클럽           | 시즌      | 출장 | 골   | 출장 | 골 | 출장  | 골    | 출장 | 골   | 출장 | 골   |
| -------------- | --------- | ---- | ---- | ---- | -- | ----- | ----- | ---- | ---- | ---- | ---- |
| 파나티나이코스 | 2012–13   | 16   | 0    | 3    | 0  | 2     | 0     | 0    | 0    | 21   | 0    |
| 파나티나이코스 | 2013–14   | 31   | 1    | 8    | 0  | 0     | 0     | 0    | 0    | 39   | 1    |
| 파나티나이코스 | 2014–15   | 11   | 1    | 5    | 0  | 9     | 0     | 0    | 0    | 25   | 1    |
| 경력 합계      | 경력 합계 | 58   | 2    | 16   | 0  | 11    | 0     | 0    | 0    | 85   | 2    |

(* UEFA 챔피언스리그, UEFA 유로파리그 경기 포함)

## 수상
파나티나이코스
- 그리스 컵: 2013-14